# Bordolano
Bordolano (Burdulàan in dialetto soresinese) è un comune italiano di 597 abitanti della provincia di Cremona in Lombardia.

## Monumenti e luoghi d'interesse

### Architetture religiose
- Chiesa prepositurale di San Giacomo Apostolo: è un edificio di origini tardo cinquecentesche sul quale vennero operati interventi nel XVIII secolo e nel 1846. La facciata è stata progettata nel 1880 da Davide Bergamaschi. Conserva all'interno varie tele del XVII e XVIII secolo, ma l'opera di maggior interesse è la Deposizione di Vincenzo Campi databile al 1570.
- Santuario della Madonna della Neve: piccolo edificio posto lungo la strada per Castelvisconti.

### Architetture civili
- Villa Zaccaria (oggi Bonfiglio): grandiosa residenza circondata da vasto parco, di origini  cinquecentesche e fatta costruire da papa Gregorio XIV (Nicolò Sfrondati) per la sorella e i nipoti Crotti; pervenne poi ai marchesi Zaccaria. All'interno emerge il salone affrescato da Sebastiano Galeotti.

## Società

### Evoluzione demografica
Abitanti censiti

La popolazione straniera residente al 31 dicembre 2015 era di 123 persone, pari al 19,83% della popolazione.

## Economia
Vi è l'attività produttiva della Frabo azienda diffusa a livello internazionale per la raccorderia in raccorderie in rame, acciaio e altri materiali per impianti idrotermosanitari.